# Program Gemini

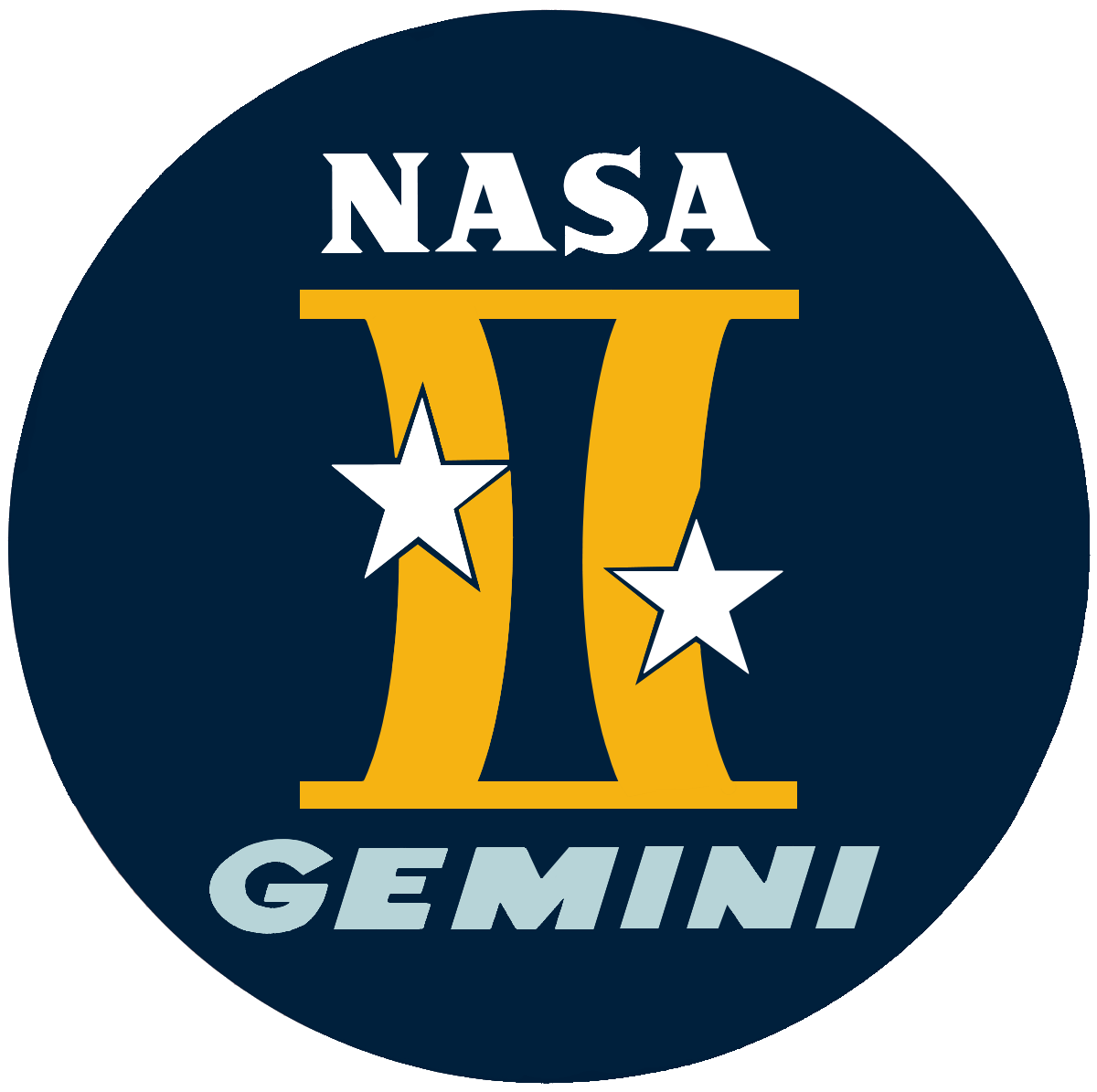
Logo programu Gemini

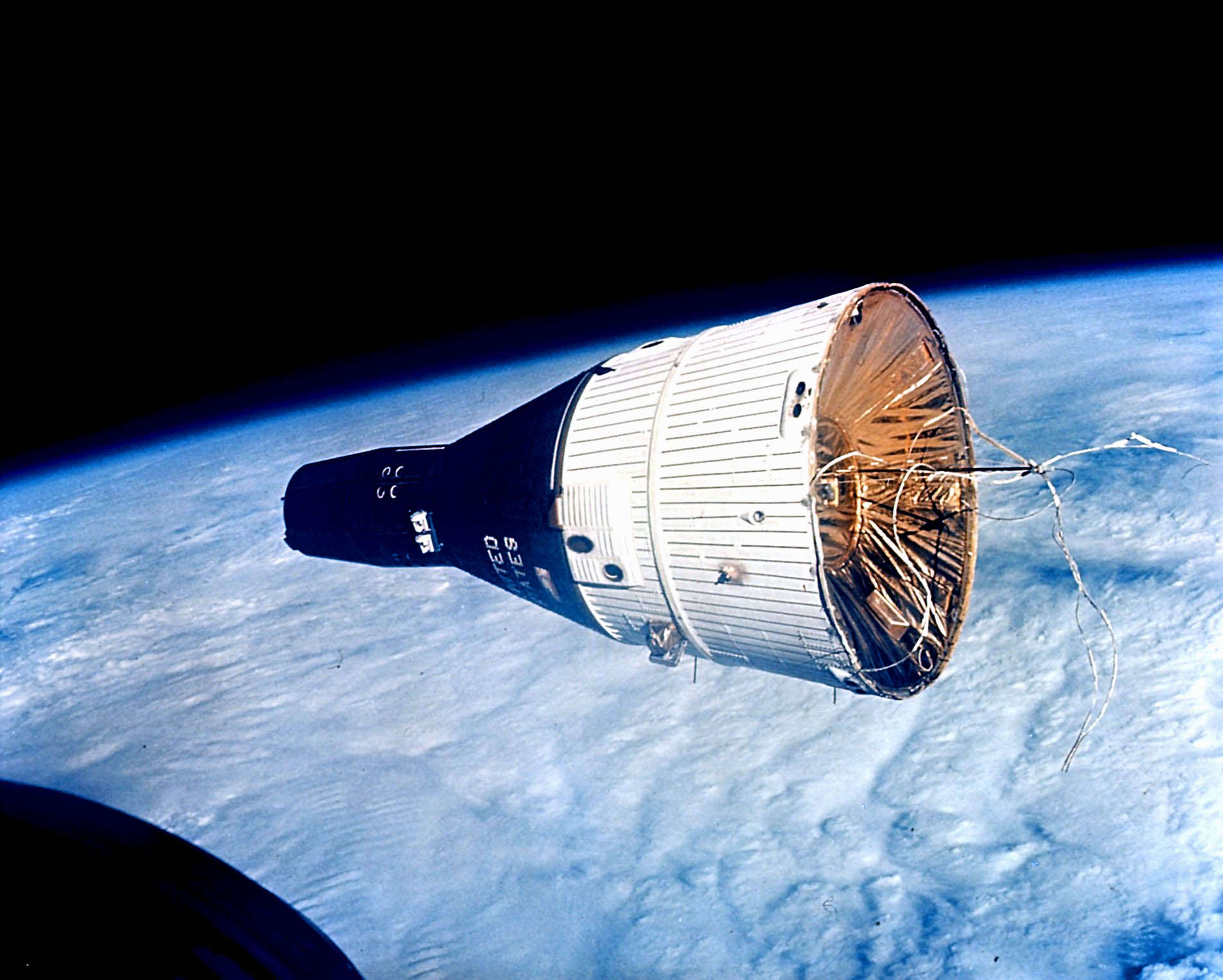
Statek Gemini 7 widziany z pokładu Gemini 6A

Program Gemini – amerykański program lotów kosmicznych realizowany w latach 1963–1966, następca programu Mercury.
Gemini miał na celu opracowanie zaawansowanych technik lotu kosmicznego, potrzebnych do realizacji programu Apollo, mającego na celu wysłanie ludzi na Księżyc. Jako pierwszy amerykański program lotów kosmicznych, obejmował wyjścia astronautów w przestrzeń kosmiczną i manewry orbitalne, takie jak spotkania orbitalne i dokowanie.
Początkowo miał być jedynie prostym rozwinięciem programu Merkury i w pierwszych stadiach rozwoju nazywany był Mercury Mark II. Ostateczna wersja pojazdu nie miała już wiele wspólnego z kapsułą Merkury, a pod niektórymi względami przewyższała nawet kapsułę Apollo (szczególnie wersja Big Gemini). Było to rezultatem późnego rozpoczęcia projektu, co pozwoliło konstruktorom wykorzystać wiedzę zdobytą przy tworzeniu programu Apollo (który, mimo późniejszego rozpoczęcia startów, zaczęto realizować przed Gemini).
Główną różnicą między kapsułą Gemini a kapsułą Mercury było to, że szereg systemów zasilania, podtrzymywania życia i napędu pojazdu Gemini umieszczono w odrzucanym module, podczas gdy wszystkie systemy Mercury znajdowały się w kapsule pilota. Początkowo zamierzano wyposażyć Gemini w paralotnię zamiast spadochronu, co pozwoliłoby na kontrolowane lądowanie pojazdu. Wczesne wersje pojazdu zasilały akumulatory. Późniejsze egzemplarze, jako pierwsze załogowe pojazdy kosmiczne, zasilane były przez ogniwa paliwowe.
Oznaczenie „Gemini” wywodzi się z dwuosobowej załogi statku – „gemini” oznacza po łacinie „bliźnięta”. W konstelacji Bliźniąt znajdują się dwie bliźniacze gwiazdy: Kastor i Polluks, a wykorzystywany w programie statek był dwumiejscowy.
Był to również pierwszy amerykański kosmiczny pojazd załogowy wyposażony w komputer pokładowy, Gemini Guidance Computer, wspomagający przeprowadzanie manewrów orbitalnych.
Głównym producentem pojazdu była firma McDonnell, która wcześniej przegrała kontrakt na budowę pojazdu Apollo. McDonnell próbował przekonać NASA do rozszerzenia misji pojazdu. Proponowali przystosowanie pojazdu do misji wokółksiężycowych, a nawet do przeprowadzenia załogowego lądowania na Księżycu – kosztem mniejszym, niż w wypadku programu Apollo. Sugestie odrzucono.
Program Gemini kosztował 5,4 mld USD (w przeliczeniu na wartość dolara USA z 1994 roku).

## Początek projektu
NASA ogłosiła 7 grudnia 1961 plan rozszerzenia programu lotów kosmicznych o pojazd dwumiejscowy. Oficjalną nazwę Gemini ogłoszono 3 stycznia 1962 roku.

## Cele programu
Celem osiągnięcia wytyczonych zadań przy możliwie jak najmniejszym nakładzie sił i środków zdecydowano, by w programie stosować jak najmniejszą liczbę nowych rozwiązań technicznych. Starano się wykorzystać to co zostało wcześniej wypróbowane i sprawdzone przede wszystkim w programie Merkury i innych obiektach kosmicznych. Program Gemini powstał, kiedy kierownictwo NASA przekonało się, że konieczne będzie zbudowanie pojazdu przejściowego między projektami Mercury i Apollo.
 Głównymi celami programu Gemini były:
- Sprawdzenie reakcji ludzi i sprzętu na długotrwałe loty – w przygotowaniu na wyprawy na Księżyc.
- Przeprowadzenie spotkania i dokowania z innymi pojazdami orbitalnymi oraz manewrów połączonych pojazdów.
- Doskonalenie metod wchodzenia w atmosferę i lądowania pojazdu.
- Zgromadzenie danych o wpływie nieważkości na członków załogi i rejestracja danych fizjologicznych astronautów podczas długotrwałych lotów.

## Zastosowania Gemini
Siły Powietrzne Stanów Zjednoczonych (ang. USAF) wyraziły zainteresowanie programem i postanowiły wykorzystać pojazd jako prom dla Załogowego Laboratorium Orbitalnego. USAF miało również zamiar przystosować pojazd Gemini do zastosowań militarnych, takich jak obserwacja (choć pojazd nie był w stanie przenosić skomplikowanych kamer) i inspekcja podejrzanych satelitów. Projekt nazwano Blue Gemini. Siłom Powietrznym nie podobało się to, że pojazd wydobywałaby US Navy, przewidywali więc przywrócenie Blue Gemini paralotni i podwozia płozowego, przewidzianych w oryginalnym projekcie Gemini.
Początkowo NASA chętnie przyjęła możliwość podziału kosztów z USAF, lecz później doszła do wniosku, że lepiej będzie, jeżeli Gemini pozostanie całkowicie w rękach NASA. Projekt laboratorium orbitalnego sił powietrznych odwołano w 1968 roku, wkrótce potem upadł również projekt Blue Gemini.

## Astronauci programu
Astronauci programu wywodzili się z trzech grup kandydatów wyselekcjonowanych przez NASA.
- Gus Grissom, Gordon Cooper i Walter Schirra byli astronautami z grupy nr 1 (nazywanej Mercury 7)
- John Young, James McDivitt. Edward White, Charles Conrad, Thomas Stafford, Frank Borman, James Lovell i Neil Armstrong należeli do grupy nr 2.
- David Scott, Eugene Cernan, Michael Collins, Richard Gordon i Edwin Aldrin z grupy nr 3[1].

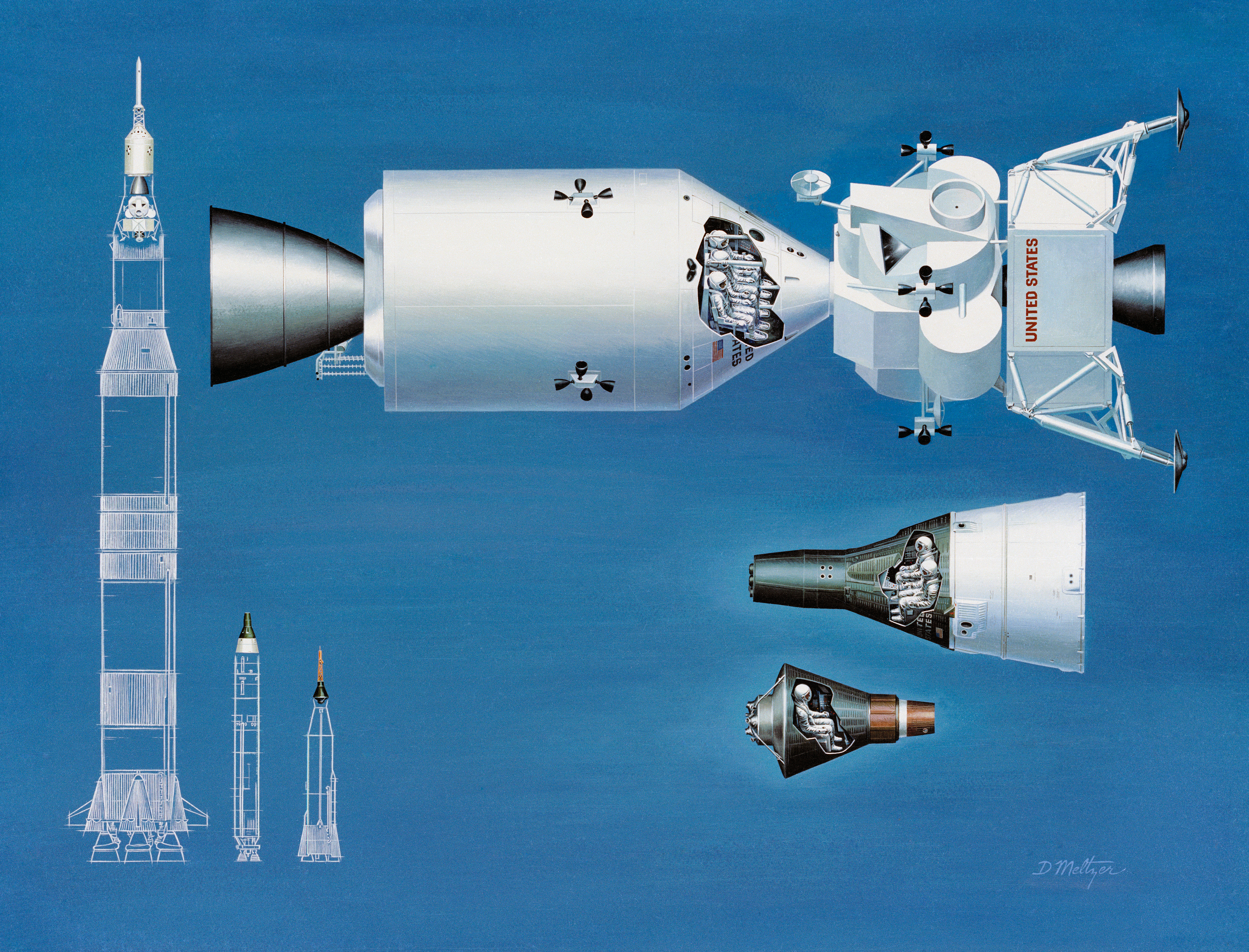
Ilustracja przedstawiająca względne rozmiary jednoosobowego statku kosmicznego Mercury, dwuosobowego Gemini oraz trzyosobowego Apollo. Zamieszczono również rysunki rakiet nośnych (Saturn V, Titan II i Atlas D) w celu pokazania ich względnych rozmiarów oraz pozycji statku kosmicznego podczas startu (zaznaczony na górze każdej z rakiet)

## Statek Gemini
Pojazdy Gemini miały kształt zbliżony do stożka. Długość statku wynosiła 5,6 metra, a średnica w najszerszym miejscu 3 metry. Na jednego astronautę przypadała przestrzeń „życiowa” około 1 m³ (o 50% większa niż w kapsule Merkury). Statek składał się z dwóch modułów: załogowego i silnikowego. Został tak skonstruowany, że bardzo łatwo można było wymienić fragment aparatury poprzez ściankę zewnętrzną bez potrzeby wchodzenia do wewnątrz. Statek Gemini zachował podstawowy kształt aerodynamiczny kapsuły Merkury. Moduł załogowy, w którym znajdowała się kabina, został uzupełniony modułem silnikowym, mieszczącym silnik rakietowy i zapasy materiałów pędnych. Niezawodność urządzeń osiągnięto przez stosowanie układów zwielokrotnionych. Dotyczyło to układu silnikowego oraz układu pirotechnicznego służącego do oddzielenia moduły załogowego od modułu silnikowego przed wtargnięciem w atmosferę Ziemi. Natomiast urządzenia, których czas obsługi nie miał istotnego znaczenia, zostały tak skonstruowane, by obsługę mogli realizować astronauci. Przykładem były ogniwa paliwowe. Przy dłuższym okresie działania, gromadziła się znaczna ilość wody, obniżając sprawność. Stosowano tu regulację ręczną. Automatyzacja tej operacji byłaby bardzo skomplikowana, jeśli nawet niemożliwa.

### Moduł załogowy
Wymiary modułu załogowego: długość 3,35 m i średnica u podstawy: 2,3 m.

Moduł składał się z trzech części:
1. sekcji dziobowej (R&R – Randezvous and Recovery),
2. sekcji silników orientacji (RCS),
3. kabiny astronautów.

Sekcja dziobowa była umieszczona z przodu statku; zawierała spadochron hamujący i główny oraz radar.
 
Sekcję RCS, umieszczoną między sekcją dziobową a kabiną załogi, stanowiły zbiorniki paliwa i utleniacza oraz dwa pierścienie silników małego ciągu, po osiem w każdym. Silniki służyły do kontroli orientacji statku podczas wchodzenia w atmosferę.
 
W kabinie znajdowały się fotele, umieszczone obok siebie, oraz oprzyrządowanie niezbędne do sterowania pojazdem. Nad każdym z foteli znajdował się właz.

### Moduł silnikowy
Wymiary modułu miał 2,3 metra długości i 3 metry średnicy u podstawy.
Składał się z sekcji silników hamujących i części instrumentalnej.

W sekcji silników znajdowały się cztery silniki na paliwo stałe oraz radiator systemu chłodzenia.

Sekcja instrumentalna zawierała ogniwa paliwowe, paliwo do silników orbitalnego systemu sterowania (OAMS – Orbit Attitude and Maneuver System), zbiornik tlenu systemu podtrzymywania życia (ECS – Environmental Control System) oraz zbiorniki ciekłego tlenu i wodoru, dla ogniw paliwowych.  Poza tym umieszczony był radiator systemu chłodzenia.

Sekcja instrumentalna była odrzucana tuż przed odpaleniem silników hamujących. Sekcję silników hamujących odrzucano po ich odpaleniu.

## Rakieta nośna
Nie budowano specjalnej rakiety lecz wybrano już istniejącą. Rakieta nośna była zmodyfikowaną wersją dwustopniowej międzykontynentalnej rakiety balistycznej Titan II. Dokonano jedynie pewnych modyfikacji w celu zwiększenia bezpieczeństwa astronautów oraz niezawodności misji. Zainstalowano układ do wykrywania nieprawidłowości działania, który miał za zadanie ostrzec załogę w okresie startowym o grożącej awarii. Czas jakim dysponowali astronauci by uruchomić awaryjny układ napędowy wynosił około trzech sekund. Zastąpiono system sterowania bezwładnościowego systemem sterowania radiowego. Również usunięto silniki hamujące i silniczki korekcyjne. W rakiecie noszącej roboczą nazwę GLV, zainstalowano układy zwielokrotnione. Wysokość konstrukcji wynosiła 33,2 metra, a całkowita masa startowa sięgała 154 ton.

## Agena
Agena była zmodyfikowaną wersją Ageny D. Był to górny stopień rakiety Atlas Agena D, którym po umieszczeniu na orbicie mogli sterować kontrolerzy z Ziemi albo astronauci z pokładu kapsuły Gemini. Sterowanie Ageną prowadzono za pomocą silniczków na sprężony azot, umieszczonych w tylnej części członu. Została odpowiednio zmodyfikowana by mogła służyć jako obiekt docelowy. Wyposażono ją w kołnierz cumowniczy. Układ napędowy był zdolny do wielokrotnego włączania i wyłączania w warunkach przestrzeni kosmicznej. Zainstalowano system łączności z urządzeniami radiolokacyjnymi statku.   

## Misje
Program Gemini objął 12 lotów kosmicznych, w tym dwa próbne bezzałogowe. Loty bezzałogowe miały na celu przetestowanie statku kosmicznego oraz rakiety nośnej Titan II. Po nich nastąpiło dziesięć udanych misji załogowych.

### Bezzałogowe
- Gemini 1 – pierwszy lot próbny Gemini
- Gemini 2 – lot suborbitalny, test osłony termicznej

### Załogowe
- Gemini III

23 marca 1965
Virgil „Gus” Grissom, John W. Young
Czas trwania misji: 4 godziny, 52 minuty i 31 sekund
Pierwszy lot załogowy Gemini, pojazd wykonał trzy orbity.
Jedyny incydent podczas tego lotu wyniknął z przemycenia na pokład przez Younga kanapki z wołowiną. Obaj członkowie załogi zdążyli zjeść po kilka kęsów, zanim kontrola lotów nie rozkazała schować kanapki. Obawiano się, że okruchy z kanapki mogą zniszczyć układy elektroniczne statku. Załoga otrzymała reprymendę po powrocie na Ziemię, a kolejne załogi ostrzeżono przed konsekwencjami takich wybryków.
- Gemini IV

3–7 czerwca 1965
James A. McDivitt, Edward H. White II
Czas trwania misji: 4 dni, 1 godzina, 56 minut i 12 sekund
Lot obejmował pierwsze wyjście amerykańskiego astronauty w przestrzeń kosmiczną. Spacer kosmiczny astronauty White’a trwał 22 minuty.
- Gemini V

21–29 sierpnia 1965
L. Gordon Cooper Jr., Charles Conrad Jr.
Czas trwania misji: 7 dni, 22 godziny, 55 minut i 14 sekund
Pierwsza tygodniowa misja.
Pierwsze wykorzystanie ogniw paliwowych do zasilania pojazdu.
Ocena możliwości wykorzystania systemów naprowadzania i nawigacji do przyszłych misji. 120
orbit.
- Gemini VII

4–18 grudnia 1965
Frank Borman, James A. Lovell Jr.
Czas trwania misji: 13 dni, 18 godzin, 35 minut i 1 sekunda
Po odwołaniu misji Gemini VI spowodowanym awarią pojazdu Agena Target Vehicle, z którym miał dokować Gemini, podjęto decyzję o przeprowadzeniu spotkania orbitalnego. Misja miała dowieść, że człowiek jest w stanie przeżyć czternaście dni w przestrzeni kosmicznej.
- Gemini VI-A

15–16 grudnia 1965
Walter M. Schirra Jr., Thomas P. Stafford
Czas trwania misji: 1 dzień, 1 godzina, 51 minut i 24 sekundy
Spotkanie orbitalne z Gemini VII, pojazdy przez pięć godzin utrzymywały się w odległości od 0,3 do 90 metrów od siebie.
- Gemini VIII

16 marca 1966
Neil A. Armstrong, David R. Scott
Czas trwania misji: 10 godzin, 41 minut i 26 sekund
Pierwszy manewr dokowania z innym pojazdem na orbicie. Wykorzystano w tym celu bezzałogowy pojazd Agena. Awaria spowodowała gwałtowny ruch wirowy pojazdu. Załoga odłączyła swój statek i wykonała pierwsze awaryjne lądowanie w historii amerykańskiego programu kosmicznego.
- Gemini IX

3–6 czerwca 1966
Thomas P. Stafford, Eugene A. Cernan
Czas trwania misji: 3 dni, 20 minut i 50 sekund
Planowano przeprowadzenie manewru dokowania, jednak awaria pojazdu – celu uniemożliwiła połączenie. Przeprowadzono trzy różne spotkania orbitalne i dwie godziny wyjść w przestrzeń kosmiczną.
- Gemini X

18–21 lipca 1966
John W. Young, Michael Collins
Czas trwania misji: 2 dni, 22 godziny, 46 minut i 39 sekund
Po raz pierwszy wykorzystano napęd pojazdu Agena. Przeprowadzono także spotkanie z pojazdem-celem pozostałym z misji Gemini VIII.
- Gemini XI

12–15 września 1966
Charles Conrad Jr., Richard F. Gordon Jr.
Czas trwania misji: 2 dni, 23 godziny, 17 minut i 8 sekund
Rekord wysokości lotu pojazdu Gemini wynoszący 1369 km (osiągnięty przy wykorzystaniu napędu pojazdu Agena).
- Gemini XII

11–15 listopada 1966
James A. Lovell Jr., Edwin „Buzz” Aldrin
Czas trwania misji: 3 dni, 22 godziny, 34 minut i 31 sekund
Ostatni lot Gemini. Spotkanie z pojazdem Agena i ręczne dokowanie. Aldrin ustanowił rekord długości wyjścia w przestrzeń – 5 godzin i 30 minut

## Załogowe placówki pozamiejscowe
- Wyspy Kanaryjskie.
- Carnarvon, Australia.
- okręt Coastal Sentry Quebec.
- Guaymas, Meksyk
- zlokalizowana na skraju Waimea Canyon na wyspie Kauaʻi, Hawaje.
- statek „Rose Knot” Victor[4].

## Podsumowanie
W połowie listopada 1966 roku program został zakończony. Obejmował dwanaście lotów, przy czym dziesięć z nich zostało zrealizowanych z astronautami na pokładzie. Pierwszy statek Gemini 1 został wprowadzony na orbitę w dniu 8 kwietnia 1964 roku. Loty z ludźmi rozpoczęły się prawie rok później – 23 marca 1965 roku. Od tego momentu program był realizowany w bardzo szybkim tempie. Dziesięć lotów z astronautami na pokładzie zrealizowano zaledwie w ciągu 1⅔ roku. Osiągnięte zostały wszystkie cele programu Gemini, w tym opanowanie przez astronautów technik pracy w otwartej przestrzeni kosmicznej (EVA) oraz procedur manewrowania połączonymi statkami (ten ostatni element został dodany już po rozpoczęciu programu). W programie tym dysponowano tylko jednym zespołem startowym. Konieczne więc było, by operacje sprawdzania i przygotowania odbywały się szybko i sprawnie. Dlatego stosowano bardzo surowe rygory przy kontroli jeszcze w wytwórniach, przed dostarczeniem na miejsce startu. Sprawdzaniu podlegały poszczególne układy, zespoły i całe systemy. Dopiero potem dostarczano statki na przylądek, gdzie pojazdy jak i rakiety podlegały starannemu sprawdzeniu na wyrzutni.
Loty załogowe stanowiły okazję do przeprowadzenia rozmaitych doświadczeń w warunkach nieważkości. Ogółem wykonano ich bardzo wielu: 14 – ściśle naukowych, 19 – technicznych oraz osiem z dziedziny bioastronautyki.     

### Spotkanie na orbicie
Podczas programu 10 razy wykonano procedurę spotkania na orbicie. Wykorzystywano różne techniki, od ręcznych manewrów i wizualnego namierzania celu, aż po spotkanie kontrolowane przez komputery pokładowe lub naziemne.

### Dokowanie
Zostało wykonanych dziewięć połączeń z czterema różnymi statkami Agena.

### Manewry połączonymi statkami.
Podczas misji Gemini 10 i Gemini 11 wykonano bardzo skomplikowane manewry połączonymi statkami Gemini-Agena. Posługując się silnikiem Ageny, Conrad i Gordon na pokładzie Gemini 11 ustanowili nowy rekord wysokości – 1369 kilometrów.

### EVA
Astronauci wychodzili w otwartą przestrzeń kosmiczną podczas pięciu różnych misji, spędzając poza statkiem łącznie 12 godzin i 22 minuty. Rekord łącznej długości pracy poza statkiem – pięć godzin i 30 minut – ustanowił Buzz Aldrin podczas misji Gemini 12.

### Długotrwałe loty
Misja Gemini 7 udowodniła, że astronauci mogą spędzić w kosmosie całe dwa tygodnie. Gemini 5 było misją ośmiodniową, a dwie inne misje trwały po cztery dni.

### Sterowane przejście przez atmosferę (precyzyjne lądowanie)
Poczynając od Gemini 6, każdy ze statków wodował w odległości zaledwie kilku kilometrów od zaplanowanego miejsca.

### Eksperymenty
Każda misja miała w planie eksperymenty. Podczas całego programu przeprowadzono łącznie 43 udane eksperymenty.
Spośród wszystkich 14 podjętych prób przeprowadzenia misji, w 10 zostały osiągnięte wszystkie podstawowe cele wyznaczone przed startem.

### Cztery nieudane misje i przyczyny ich porażki
- Misja: Gemini 6. Przyczyna porażki: eksplozja stopnia rakietowego Agena w czasie startu. Kapsuła Gemini 6 odbyła wspólny lot z Gemini 7 w późniejszym terminie (misję przemianowano na Gemini 6A).
- Misja: Gemini 8. Przyczyny porażki: awaria jednego z silników manewrowych Gemini 8 zmusiła załogę do przerwania misji oraz uniemożliwiła przeprowadzenie EVA.
- Misja: Gemini 9. Przyczyna porażki: awaria silnika rakiety nośnej Atlas Agena D (rakieta zakończyła krótki lot w Atlantyku). Misja Gemini 9 została opóźniona i przemianowana na Gemini 9A.
- Misja: Gemini 9A. Przyczyny porażki: osłona aerodynamiczna nie oddzieliła się od satelity ATDA, co uniemożliwiło dokowanie kapsuły.

### Rakiety nośne Titan II
Zmodyfikowana rakieta balistyczna Titan II okazała się w 100% niezawodna. Odbyło się dwanaście udanych startów.

### Stopnie rakietowe Agena
Wystrzelono sześć stopni rakietowych Agena, z których cztery osiągnęły orbitę. Satelita ATDA, wystrzelona zamiast Ageny podczas misji Gemini 9A, działała prawidłowo, jednak nie została odrzucona osłona aerodynamiczna, co nie pozwoliło na wykonanie podstawowego celu misji.